# Олашин Василь Степанович
Олашин Василь Степанович, скульптор.
Народився :09.12.1945
Місце народження: с Горінчово Хустського району Закарпатської області

## Біографія
З 1959 року по 1964 рік навчався в Ужгородському училищі прикладного мистецтва на відділенні художньої обробки дерева. Його вчителями з фаху були І. І. Гарапко та М. О. Попович.
У 1984 році закінчив скульптурний факультет Київського державного художнього інституту. Викладачі з фаху: Бородай В. 3., Борисенко В. Н., Макогон І. В. Член Національної Спілки художників України з 1977 року.
Учасник художніх виставок: обласних — з 1969 року, всеукраїнських — з 1971 року, закордонних — з 1974 року.
Талант Василя Олашина багатогранний. Він і скульптор-монументаліст, майстер скульптури малих форм. У своїх роботах митець широко використовує художні засоби і можлливості жанру, намагається самовиразитися, поділитися з глядачем думками, філософським сприйняттям світу. Для багатьох робіт скульптора характерне деяке спрощення форм, стилізація, активне використання елементів християнської символіки. Автор не намагається копіювати дійсність, а творить нову дійсність; свіій образний світ, що яскраво виражає його творчу сутність, його розуміння скульптури, як зізнається сам автор, — це узагальнення форм, вирішення відповідної теми пластичними засобами, композицією.

## Роботи
1998  - Пам'ятник князю Федору Коріятовичу у замку "Паланок" (Мука́чівський за́мок). Бронза, 200x95x80 см.

## Нагороди і відзнаки
2006 - Лауреат обласної премії імені  Й.Бокшая та А.Ерделі.